# Успенский, Николай Дмитриевич
Никола́й Дми́триевич Успе́нский (3 [15] января 1900, погост Поля, Демянский уезд, Новгородская губерния — 23 июля 1987, Ленинград) — российский специалист в области церковной истории, исторической и систематической литургики, древнерусского церковно-певческого искусства, восточно-христианской гимнографии, литургист и музыковед

; преподаватель Ленинградской консерватории, профессор Ленинградской духовной академии.

## Детство и образование
Родился в семье священника Новгородской епархии. Учился в Новгородской духовной семинарии, служил в Красной армии.
Учился в Петроградском Богословском институте (закрыт в 1925 году), окончил Высшие богословские курсы в Ленинграде (1925) со степенью кандидата богословия (тема кандидатской работы: «Происхождение чина агрипнии, или всенощного бдения, и его составные части»). Был профессорским стипендиатом, секретарём (1927—1928) Высших богословских курсов.
Окончил хоровой техникум при Государственной академической капелле (1931), Ленинградскую государственную консерваторию (1937). Кандидат искусствоведения (1946; тема диссертации: «Лады русского Севера»). Магистр богословия (1949; тема диссертации: «Чин Всенощного бдения в Греческой и Русской церквях»). Доктор церковной истории (1957; тема диссертации: «История богослужебного пения Русской церкви (до середины XVII в.)»).

## Педагог
В конце 1920-х годов служил регентом Свято-Троицкого Измайловского, затем Князь-Владимирского соборов Ленинграда.
Был помощником директора Государственных курсов музыкального образования имени Н. А. Римского-Корсакова. В 1939 и в 1949-1954 — преподаватель полифонии Ленинградской государственной консерватории. В 1939—1942 — директор Музыкального педагогического училища, в 1942—1943 преподавал в детской музыкальной школе. Остался в блокадном Ленинграде, в декабре 1941 был тяжело контужен, получил инвалидность второй группы.
В 1942—1946 служил регентом Николо-Богоявленского кафедрального собора. С 1945 — преподаватель церковного устава Ленинградских богословско-пастырских курсов. С 1946 — доцент, с 1947 — профессор Ленинградской духовной академии по кафедре литургики. Был заведующим кафедрой литургики Ленинградской духовной академии, руководителем регентского класса при Ленинградских духовных школах.
Был вынужден оставить работу в консерватории в 1954, когда от него потребовали отказаться от преподавания в духовной академии. Кроме того, его докторская диссертация первоначально была представлена в консерваторию, там подвергнута критике (как страдающая «крупными методологическими недостатками») и лишь затем успешно защищена в академии. В 1967 получил приглашение прочесть курс лекций по истории и теории древнерусского церковного пения в Ленинградской консерватории, но не завершил его, так как от него вновь потребовали ухода из академии, на что он согласиться не мог.
Почётный член Московской духовной академии, заслуженный профессор Ленинградской духовной академии. Почётный доктор богословия ряда высших учебных заведений (Фессалоникийского университета имени Аристотеля, Свято-Владимирской духовной семинарии в Нью-Йорке, Богословского факультета Сербской православной церкви).

## Память
Похоронен на Серафимовском кладбище (16 уч.).

## Награды

### Церковные награды
Кавалер орденов Русской православной церкви:
- святого равноапостольного великого князя Владимира II (1963) и III (1961) степеней;
- преподобного Сергия Радонежского I и II степеней.

Кавалер орденов иных Православных церквей:
- ордена офицера Святого Гроба (Иерусалимского патриархата);
- ордена Святых первоверховных апостолов Петра и Павла (Антиохийского патриархата);
- ордена святого апостола Андрея Первозванного (Константинопольского патриархата);
- ордена Румынского патриарха II степени;
- ордена равноапостольной Марии Магдалины (Польской православной церкви).

### Государственные награды
Кавалер ордена Отечественной войны I степени.

## Труды
- Святая Четыредесятница // Журнал Московской Патриархии. М., 1945. — № 3. — С. 33-38.
- К вопросу о «Православной литургии западного обряда» // Журнал Московской Патриархии. М., 1954. — № 8. — С. 33-45; № 9. — С. 57-65.
- Чин воздвижения Креста (историко-литургический очерк) // Журнал Московской Патриархии. М., 1954. — № 9. — С. 49-57.
- Две недели в Англии // Журнал Московской Патриархии. М., 1955. — № 9. — С. 70-78.
- Из религиозной жизни Англии // Журнал Московской Патриархии. М., 1955. — № 11. — С. 66-73.
- Митрополит Ленинградский и Новгородский Григорий (некролог) // Журнал Московской Патриархии. М., 1955. — № 12. — С. 13-18.
- Венок на могилу протоиерея Петра Турчанинова (к столетию со дня кончины) // Журнал Московской Патриархии. М., 1956. — № 4. — С. 62-65.
- О богослужении Англиканской Церкви // Журнал Московской Патриархии. М., 1956. — № 8. — С. 68-80.
- История и значение праздника Рождества Христова (актовая речь, произнесенная 9 октября 1956 г. в Ленинградской духовной академии) // Журнал Московской Патриархии. М., 1956. — № 12. — С. 38-47.
- Два дня в Псково-Печерском монастыре // Журнал Московской Патриархии. М., 1958. — № 2. — С. 20-24.
- Панаг. С. Антонелли, вице-президент Общества друзей византийской музыки. «Византийская церковная музыка. Исторический обзор ее развития до нашего времени с перечнем главнейших православных храмов в Греции и иноземных, а также современных священнопевцев и музыковедов». Афины. 1956 (на греч. яз.) // Журнал Московской Патриархии. М., 1958. — № 4. — С. 78-79.
- Поездка на Ламбетскую конференцию // Журнал Московской Патриархии. М., 1958. — № 8. — С. 19-22.
- Ламбетская конференция 1958 года // Журнал Московской Патриархии. М., 1959. — № 3. — С. 73-80.
- Соборность Церкви [святоотеческое учение] // Журнал Московской Патриархии. М., 1959. — № 7. — С. 45-51.
- Православная вечерня (историко-литургический очерк) // Богословские труды. М., 1960. — № 1. — С. 5-52.
- Поездка в Грецию (путевые заметки и впечатления) // Журнал Московской Патриархии. М., 1960. — № 2. — С. 72-80.
- Богословские собеседования в Арнольдсхейме // Журнал Московской Патриархии. М., 1960. — № 8. — С. 23-30.
- Спасение верой (доклад на богословских собеседованиях в Арнольдсхейме) // Журнал Московской Патриархии. М., 1960. — № 9. — С. 38-41.
- Молитвы Евхаристии св. Василия Великого и св. Иоанна Златоуста (в чине православной литургии) // Богословские труды. М., 1961. — № 2. — С. 63-76.
- Тропарь апостолу Луке в греческом его подлиннике // Богословские труды. М., 1961. — № 2. — С. 77-81.
- Во имя единения и мира (паломничество Святейшего Патриарха Московского и всея Руси Алексия к святыням Востока). Святые места в Иерусалиме на сегодня // Журнал Московской Патриархии. М., 1961. — № 5. — С. 11-30; № 6. — С. 6-25; № 7. — С. 7-28.
- К пребыванию делегации профессоров богословского факультета Афинского университета // Журнал Московской Патриархии. М., 1962. — № 7. — С. 44-51.
- Англиканская литургия («Вечеря Господня») с православной точки зрения (доклад на акте в Московской духовной академии в честь Архиепископа Кентерберийского Михаила Рамзея, 3 августа 1962 года) // Журнал Московской Патриархии. М., 1962. — № 8. — С. 61-67; № 9. — С. 17-23.
- Задачи православного богословия в современной жизни Церкви (доклад в Ленинградской Духовной Академии на встрече с профессорами-богословами Афинского университета, 31 мая 1962 года) // Журнал Московской Патриархии. М., 1962. — № 9. — С. 64-70.
- Богослужебные отпусты // Журнал Московской Патриархии. М., 1963. — № 12. — С. 52-69.
- Отзыв о Чине архиерейского погребения // Журнал Московской Патриархии. М., 1964. — № 1. — С. 8-9.
- Литургическая работа IV конференции департамента «Вера и церковное устройство» Всемирного Совета Церквей // Журнал Московской Патриархии. М., 1964. — № 9. — С. 73-77.
- Упсальские церковные торжества // Журнал Московской Патриархии. М., 1964. — № 9. — С. 50-60.
- Литургическая работа IV конференции департамента «Вера и церковное устройство» Всемирного Совета Церквей // Журнал Московской Патриархии. М., 1964. — № 11. — С. 56-62.
- Св. Роман Сладкопевец и его кондаки (актовая речь на торжественном заседании Совета Ленинградской духовной академии 9 октября 1966 года) // Журнал Московской Патриархии. М., 1966. — № 11. — С. 63-68.
- Св. Роман Сладкопевец и его кондаки (актовая речь на торжественном заседании Совета Ленинградской духовной академии 9 октября 1966 года) // Журнал Московской Патриархии. М., 1967. — № 1. — С. 69-79.
- Тайная вечеря и трапеза Господня // Журнал Московской Патриархии. М., 1967. — № 3. — С. 70-74; № 4. — С. 65-76.
- О служении двух литургий // Журнал Московской Патриархии. М., 1967. — № 10. — С. 72-74.
  - О служении двух литургий // Журнал Московской Патриархии. М., 1996. — № 2. — С. 74-76.
- Еще несколько слов «О пении на утрени Недели Крестопоклонной ирмосов Пасхального канона» // Журнал Московской Патриархии. М., 1969. — № 2. — С. 75-79.
- Из личных воспоминаний об А. А. Дмитриевском // Богословские труды. М., 1969. — № 4. — С. 85-89.
- Кондаки св. Романа Сладкопевца // Богословские труды. М., 1969. — № 4. — С. 191—195.
- О Гоаре // Богословские труды. М., 1969. — № 4. — С. 37-38.
- Спасение через веру (доклад) // Богословские труды. М., 1969. — № 4. — С. 217—220.
- Спасающие и освящающие действия Божии через Святого Духа в богослужении и таинствах // Богословские труды. М., 1970. — № 5. — С. 196—204.
- Основы методики обучения исполнительскому мастерству в древнерусском певческом искусстве // Мастерство музыканта-исполнителя. Вып. 1. — М.: Всесоюзное изд-во Советский композитор, 1972. — С. 128—156.
- Тезисы по докладам на тему: «Евхаристия в литургическом свершении и церковном учении» // Журнал Московской Патриархии. М., 1974. — № 1. — С. 58. (в соавторстве с профессором Г. Кречмаром)
- Чин исповеди и исправление русских богослужебных книг // Вестник Русского Западно-Европейского Патриаршего Экзархата. М., 1974. — № 85-88. — С. 187—199.
- Венок на могилу Димитрия Степановича Бортнянского (к 150-летию со дня кончины) // Журнал Московской Патриархии. М., 1975. — № 9. — С. 68-78.
- Анафора (опыт историко-литургического анализа) // Богословские труды. М., 1975. — № 13. — С. 40-147.
- Коллизия двух богословий в исправлении русских богослужебных книг в XVII веке // Богословские труды. М., 1975. — № 13. — С. 148—171.
- К вопросу о происхождении литургии Преждеосвященных Даров // Журнал Московской Патриархии. М., 1976. — № 2. — С. 71-78.
- Литургия Преждеосвященных Даров (историко-литургический очерк) // Богословские труды. М., 1976. — № 15. — С. 146—184.
- Участие верных в истории русского богослужения до Петра Великого // Вестник Русского Западно-Европейского Патриаршего Экзархата. М., 1976. — № 93-96. — С. 139—158.
- К истории богословского образования в Ленинграде // Журнал Московской Патриархии. М., 1977. — № 4. — С. 6-13.
- Устав пения тропарей и кондаков по входе на литургии // Журнал Московской Патриархии. М., 1977. — № 5. — С. 77-80.
- Две недели в Риме // Журнал Московской Патриархии. М., 1978. — № 7. — С. 63-67; № 8. — С. 69-72; № 9. — С. 60-65.
- Чин всенощного бдения на православном Востоке и в Русской Церкви // Богословские труды. М., 1978. — № 18. — С. 5-117; № 19. — С. 3-70.
- Русский церковный раскол XVII века как следствие коллизии двух богословий // Вестник Русского Западно-Европейского Патриаршего Экзархата. М., 1978. — № 97-100. — С. 99-135.
- Протоиерей Петр Иванович Турчанинов (к двухсотлетию со дня его рождения: 1779—1979 (+4/16 марта 1856 года)) // Журнал Московской Патриархии. М., 1980. — № 10. — С. 9-18.
- Византийская Литургия (историко-литургическое исследование) // Богословские труды. М., 1980. — № 21. — С. 5-53; 1981. — № 22. — С. 68-115; 1982. — № 23. — С. 5-58; 1983. — № 24. — С. 5-45; 1985. — № 26. — С. 5-17.
- Богослужебные отпусты // Журнал Московской Патриархии. М., 1997. — № 7. — С. 40-55.
- К истории обряда Святого Огня, совершаемого в Великую Субботу в Иерусалиме (актовая речь 1949 г.) // Благодатный огонь: миф или реальность? / Сост. С. С. Бычков, А. Е. Мусин. М., 2008. — С. 43-91;

книги
- Древнерусское певческое искусство. — М., 1965.
- Образцы древнерусского певческого искусства. — Л., 1968.
- Лады русского Севера. — М., 1973.
- Чин Всенощного бдения на православном Востоке и в Русской Церкви. — М., 2003.
- Святоотеческое учение о евхаристии и возникновение конфессиональных расхождений. — СПб., 2004.
- Православная литургия: историко-литургические исследования. Праздники, тексты, устав. — М., 2007.